# Danielle Poleschuk
Danielle Poleschuk (* 23. Januar 1986 in Winnipeg) ist eine kanadische Freestyle-Skierin in der Disziplin Skicross und frühere Skirennläuferin.

## Biografie
Poleschuk nahm ab Dezember 2001 an alpinen FIS-Rennen teil, von denen sie in den folgenden Jahren neun gewann. Einsätze im Nor-Am Cup folgten ab März 2002. Sie spezialisierte sich ab der Saison 2003/04 auf die Disziplinen Abfahrt und Super-G. Im Jahr 2005 konnte sie zweimal einen Super-G im Nor-Am Cup gewinnen, am 6. Februar und am 12. Dezember. Ihr Debüt im alpinen Skiweltcup hatte Poleschuk am 1. Dezember 2006 in Lake Louise. In insgesamt sechs Weltcuprennen konnte sie sich jedoch nie in den Punkterängen klassieren, ein 44. Platz blieb ihr bestes Ergebnis.
Zu Beginn der Saison 2008/09 wechselte Poleschuk zum Skicross und startete am 5. Januar 2009 in St. Johann in Tirol erstmals im Freestyle-Weltcup. Weltcuppunkte gewann sie erstmals fünf Tage später, als sie in Les Contamines Fünfte wurde. In ihrer Premierensaison war dies ihr bestes Ergebnis. Poleschuk nahm an den Olympischen Winterspielen 2010 teil und erzielte am 12. März 2010 mit Platz drei in Grindelwald erstmals eine Podestplatzierung in einem Weltcuprennen. In der Saison 2010/11 zeichnete sie sich durch Beständigkeit aus und platzierte sich stets in den Rängen 8 bis 14.

## Erfolge Skicross
Olympische Spiele
- Vancouver 2010: 19. Skicross

Weltmeisterschaften
- Inawashiro 2009: 14. Skicross
- Deer Valley 2011: 13. Skicross

Weltcup
- Saison 2009/10: 7. Skicross-Weltcup
- 9 Platzierungen unter den besten zehn, davon 1 Podestplatz

## Erfolge Alpin
Juniorenweltmeisterschaften
- Québec 2005: 7. Abfahrt, 18. Super-G

Nor-Am Cup
- Saison 2004/05: 4. Super-G-Wertung
- Saison 2005/06: 6. Super-G-Wertung
- Saison 2006/07: 8. Abfahrtswertung
- 3 Podestplätze, davon 2 Siege

Weitere Erfolge
- 2 dritte Plätze bei kanadischen Abfahrtsmeisterschaften
- 9 Siege bei FIS-Rennen